# NHK越後大島テレビ中継局
NHK越後大島テレビ中継局（エヌエイチケイえちごおおしまテレビちゅうけいきょく）は、新潟県上越市（旧大島村）に設置されているNHK新潟放送局のテレビ中継局。地上アナログ放送の中継局が設置されていたが、地上デジタル放送は非該当のため、2011年7月24日の地上アナログ放送終了をもって廃止された。地上デジタル放送は、安塚局などから受信することとなる。

## 所在地
- 上越市大島区仁上（栃山）

## NHK中継局概要
| 放送局名          | チャンネル | 空中線電力        | ERP                 | 放送対象地域 | 放送区域内世帯数 | 開局日          |
| NHK新潟教育テレビ | 51ch       | 映像10W /音声2.5W | 映像19.5W /音声4.9W | 全国放送     | 約-世帯          | 1970年 11月13日 |
| NHK新潟総合テレビ | 53ch       | 映像10W /音声2.5W | 映像19.5W /音声4.9W | 新潟県       | 約-世帯          | 1970年 11月13日 |

## 放送エリアなど
- 安塚局、からの電波が届きにくい旧大島町周辺をカバーしている。尚、在新潟民放局は当地に中継局を置いておらず、周辺局を受信している。